# Южная бухта
Ю́жная бу́хта — одна из крупных севастопольских бухт, впадает в Севастопольскую бухту между мысами Николаевским и Павловским.

## Описание

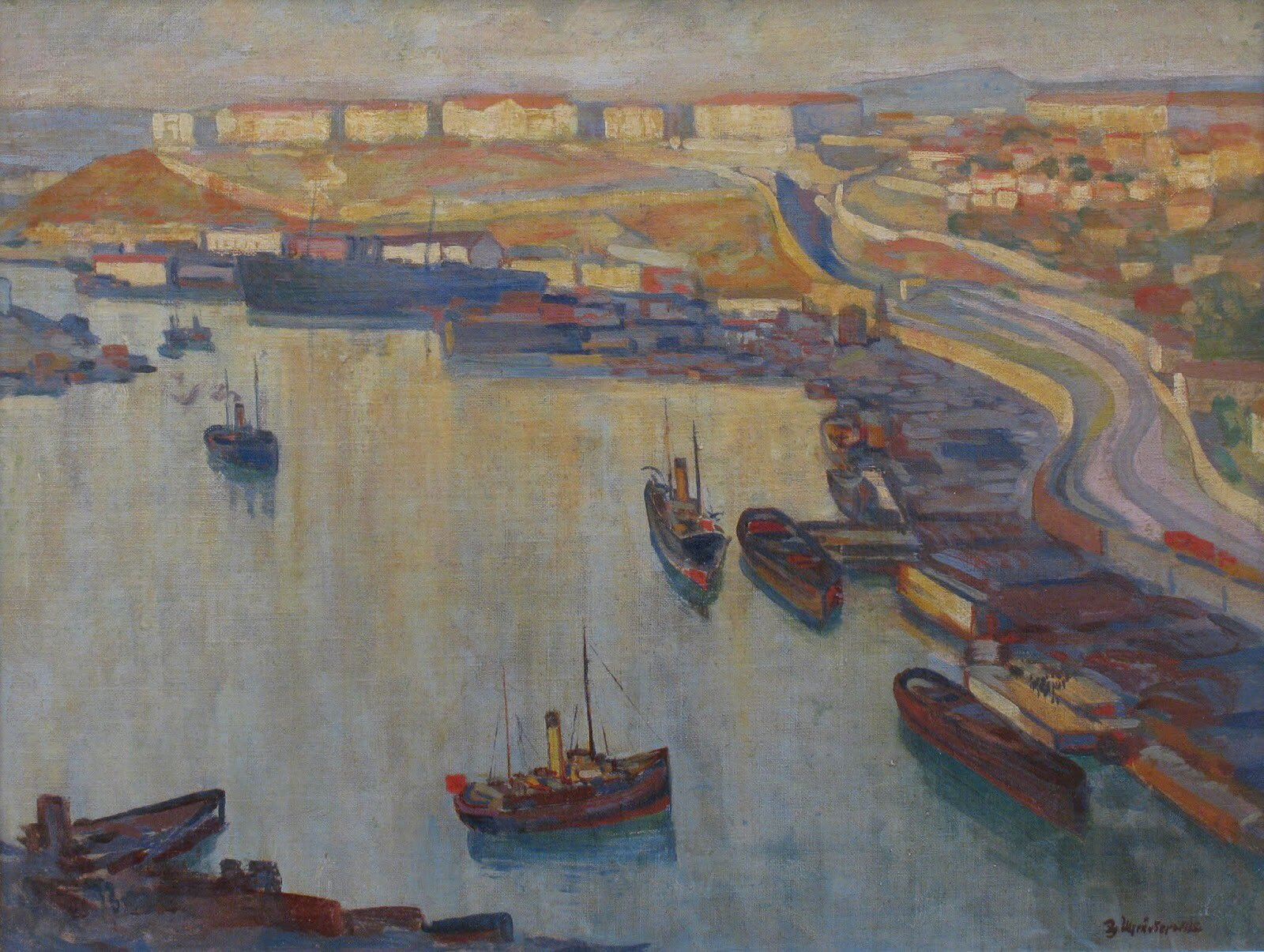
Художник Э. А. Штейнберг. Южная бухта, этюд, 1925 г.

Названа по своему местоположению относительно Севастопольской бухты, так как ориентирована точно на юг. На её южной вершине находится железнодорожный вокзал Севастополя. Находится в центральной части городской застройки Севастополя, разделяет Южную сторону Севастополя на Городскую и Корабельную сторону. Другие названия Южной бухты: Чабан-Лиман, Чобан-Лиман, Карталы-Кош. В восточной части бухты между мысом Павловским и Лазарева расположена Корабельная бухта.
В ночь на 13 ноября 1941 года в Южной бухте в результате авианалётов немецкой авиации затонул крейсер Черноморского флота «Червона Украина», первый из построенных в СССР крейсеров и единственный потерянный в годы Великой Отечественной войны.
Протяженность бухты составляет около 2.5 километров, длина береговой линии около 5,5 километров. Бухта является старейшей в городе, так как была выбрана для стоянки кораблей при основании Севастополя. Бухта получила название Южной, или Гавани, так как отводилась для торгового порта. Со времени  раздела Черноморского Флота СССР в 1995 году в Южной бухте базируются разведывательные корабли и вспомогательного суда Черноморского флота России, а также находится стоянка 4-й отдельной бригады подводных лодок